# 宮本雅史 (投資家)
宮本 雅史（みやもと まさふみ、1957年3月18日 - ）は、日本の実業家・投資家。スマートコミュニティ代表取締役会長。かつて株式会社スクウェア（現スクウェア・エニックス・ホールディングス）初代社長として『ファイナルファンタジー』を世に出した。また、徳島市のサンピアゴルフクラブの運営会社の代表も務める。

## 来歴・人物
徳島県徳島市生まれ。灘中学校・高等学校を経て、早稲田大学卒業。早大在学中にコンピュータの時間貸しビジネスを始めた。実家に戻ってから、父が経営する電気工事会社・電友社のソフトウェア制作部門を横浜市に開設し、自ら統括していたが1986年9月、電友社からソフト部門を買い取る形でスクウェアを設立。1987年12月、『ファイナルファンタジーシリーズ』の第1作『ファイナルファンタジー』を任天堂ファミリーコンピュータ用に発売。以後、1988年12月に『ファイナルファンタジーII』、1990年4月に『ファイナルファンタジーIII』、1991年7月に『ファイナルファンタジーIV』と立て続けに発表し、合計450万本を売り上げた。売上額は『ファイナルファンタジーIV』で120億円になる。
しかし株式公開直前の1991年、「初めから35歳になったら新しい事業を興したいと思っていたから」と説明して社長を退任。その後、アパレル業界に転じ、レディースアパレルチェーン店エスシステムを創立し、衣料品ブランドファイナルステージを展開。パレットタウンのヴィーナスフォート構想にもアイデアを提供した。
2010年、千葉市に立つシニア向け分譲マンション「スマートコミュニティ稲毛」の運営会社、スマートコミュニティを設立。「最後は社会に役立つ事業に」と思い定めたのがシニアタウンだったという。
スクウェア退社後も一投資家としてゲーム業界に関わり続け、1年の半分を米国で過ごしている。2002年秋、スクウェアがエニックスとの合併計画を発表した際は野村證券が算定したエニックス1株に対してスクウェア0.81株の比率に不満を表明し、合併反対を示唆したことからスクウェア側の比率が0.85に引き上げられた。
その後もスクウェア・エニックスの大株主の1人であり、2012年3月には持ち株比率6.13%、2014年3月には6.09%だったが、以降は持ち株比率が少しずつ下がり、2015年3月に4.12%、2016年3月に2.69%、2018年3月に1.69%、2020年3月に1.50%にまで下がった。大黒屋グローバルホールディング（旧T&E SOFT→ディーワンダーランド）の大株主でもある。

## プロデュースしたゲームタイトル
- ファイナルファンタジーシリーズ
  - ファイナルファンタジー
  - ファイナルファンタジーII
  - ファイナルファンタジーIII
  - ファイナルファンタジーIV（製作総指揮）
- ロマンシング サ・ガ